# Rodoljub Čolaković
Rodoljub "Roćko" Čolaković (em sérvio:  Родољуб Чолаковић; 7 de junho de 1900 - 30 de março de 1983)  foi um político e escritor iugoslavo que serviu como primeiro primeiro-ministro da República da Bósnia e Herzegovina e como Ministro da República da Bósnia e Herzegovina no Governo Provisório da Iugoslávia liderado por Josip Broz Tito.   Ele foi major-general do Exército do Povo Iugoslavo e do Exército de Libertação Nacional durante a Segunda Guerra Mundial.

## Biografia
Nascido em Bijeljina, Bósnia e Herzegovina, Áustria-Hungria em 7 de junho de 1900, Čolaković ingressou na Liga dos Comunistas da Iugoslávia em abril de 1919 como estudante. Mais tarde, juntou-se ao Crvena Pravda ("Justiça Vermelha"), uma organização terrorista de esquerda que assassinou o ministro do interior iugoslavo Milorad Drašković em 21 de julho de 1921. Por seu papel no assassinato, Čolaković foi condenado a 12 anos de prisão.  Enquanto cumpria sua sentença, ele fez amizade com muitos notáveis comunistas iugoslavos, incluindo Moša Pijade, com quem traduziu O Capital e outros textos marxistas seminais para o servo-croata.
Após sua libertação, Čolaković emigrou para a União Soviética  e em 1937 viajou para a Espanha para participar da Guerra Civil Espanhola ao lado dos republicanos.  Mais tarde, ele voltou para a Iugoslávia, participando da Segunda Guerra Mundial . Entre 1946 e 1955, Čolaković publicou cinco volumes de Zapisa iz oslobodilačkog rata ("Memórias da guerra de libertação") de seus diários de guerra.   Além de escrever artigos de jornal, folhetos de propaganda e livros sobre a Segunda Guerra Mundial, ele também publicou duas autobiografias Kuća oplakana ("Casa de luto") e Kazivanje o jednom pokolenju ("Histórias de uma geração).  Čolaković morreu em 30 Março de 1983 aos 82 anos em Belgrado. 

## Prêmios e condecorações

### Prêmios
Após a Segunda Guerra Mundial, Čolaković recebeu muitas ordens iugoslavas de alto nível, sendo a maior delas a Ordem do Herói do Povo,  que ele recebeu em 27 de novembro de 1953.
|  |  |  |  |
|  |  |  |  |
|  |  |  |  |

| 1ª Linha                                             | Ordem do Herói do Povo                | Ordem do Herói do Povo                       | Ordem do Herói do Povo      | Ordem do Herói do Povo | Ordem do Herói do Povo | Ordem do Herói do Povo |
| 2ª Linha                                             | Ordem do Herói do Trabalho Socialista | Ordem de Libertação Nacional                 | Ordem da Bandeira Iugoslava |                        |                        |                        |
| 3ª linha                                             | Ordem do Mérito do Povo               | Ordem da Fraternidade e Unidade              | —                           |                        |                        |                        |
| 4ª linha                                             | Ordem da Bravura                      | Medalha Comemorativa dos Partidários de 1941 | —                           |                        |                        |                        |
| Nota: Todas as decorações iugoslavas estão extintas. |                                       |                                              |                             |                        |                        |                        |

### Prêmios estrangeiros
Čolaković também recebeu dois pedidos estrangeiros; a Ordem da Polônia Restituta e a Ordem de Kutuzov.
| Prêmio | Prêmio                     | País            | Local    | Nota                                  |
| ------ | -------------------------- | --------------- | -------- | ------------------------------------- |
|        | Ordem da Polônia Restituta | Polônia         | Varsóvia | Uma das ordens mais altas da Polônia. |
|        | Ordem de Kutuzov           | União Soviética | Moscou   | Ordem militar soviética.              |